# Twilight (película de 1998)
Twilight es una película estadounidense de drama y suspenso, estrenada en 1998. Fue dirigida por Robert Benton y escrita por él mismo junto a Richard Russo.

## Argumento
Harry Ross (Paul Newman) es un policía retirado y convertido en detective privado, que vive con Jack Ames (Gene Hackman), un actor rico que está muriendo de cáncer, y Catherine (Susan Sarandon), la esposa de éste. Ross se ve involucrado en un caso de asesinato cuando recibe el encargo de entregar una suma de dinero procedente de un chantaje. El caso se remonta al pasado, cuando desapareció el anterior marido de Catherine de forma misteriosa. En todo este embrollo aparece otro expolicía, Raymond Hope (James Garner), quien quiere investigar el caso con el propósito de ayudar a Catherine.

## Reparto
- Paul Newman como Harry Ross.
- Susan Sarandon como Catherine Ames.
- Gene Hackman como Jack Ames.
- Reese Witherspoon como Mel Ames.
- Stockard Channing como Verna Hollander.
- James Garner como Raymond Hope.
- Giancarlo Esposito como Reuben Escobar.
- Liev Schreiber como Jeff Willis.
- Margo Martindale como Gloria Lamar.
- John Spencer como Phil Egan.
- M. Emmet Walsh como Lester Ivar.